# Augusta Marie Hall
Augusta Marie Frederikke Hall, født Brøndsted (24. juni 1816 i København – 26. april 1891 på Frederiksberg) var en dansk statsministerfrue og salonværtinde, gift med konseilspræsident Carl Christian Hall.
Hun var datter af P.O. Brøndsted og hustru. 1. december 1837 ægtede hun Carl Christian Hall, der da var auditør i Hæren.
1840 købte hendes mand Ny Bakkegård i Rahbeks Allé på Frederiksberg, idet lægen dr. Seligman Meyer Trier havde erklæret et landophold for nødvendigt til hustruens helbredelse fra en længere svækkelse. Samme år opførte parret en ny bygning på ejendommen.
Her udfoldede sig de næste fyrre år et rigt selskabs- og salonliv, der mindede om Kamma og Knud Lyne Rahbeks saloner, som nogle årtier før var foregået på Bakkehuset overfor. Blandt gæsterne var kong Christian VIII og dronning Caroline Amalie, Adam Oehlenschläger, A.S. og H.C. Ørsted, N.F.S. Grundtvig, J.P. Mynster, Johan Ludvig Heiberg og Johanne Luise Heiberg. Augusta Marie Hall hørte til Grundtvigs ældste venner. Allerede hendes bedsteforældre på herregården Iselingen, assessor Aagaards, var blevet venner med den unge Grundtvig, mens han var kapellan i Udby.
Dette selskabsliv skyldtes C.C. Halls vindende elskværdighed og lunefulde humor, hans enestående evne til fængslende fortælling, som samlede alle omkring ham, men ikke mindre den tiltrækningskraft, som hans hustru udøvede på alle. Hun var en yderst ejendommelig personlighed, stærk af vilje, frimodig og sandhedskærlig indtil hensynsløshed, streng i sin dom over det, hun ikke sympatiserede med eller ikke forstod, begejstret for alt stort og skønt, kærlig imod mennesker og dyr, trofast imod sine venner, hjælpsom og godgørende imod trængende, energisk til det yderste i at gennemføre sine filantropiske foretagender og i at tale sine mange klienters sag, lige så ugenert lige over for kongen og kongelige personer, blandt hvilke hun navnlig stod i nært forhold til enkedronning Caroline Amalie. Mens den tilbedte og beundrede "fader Brøndsted" endnu levede, færdedes hun mellem datidens store navne.
Hun korresponderede også med skandinaviske kulturpersonligheder, især med Bjørnstjerne Bjørnson.
Hun døde fire år efter sin mand, i 1891, og Christian Richardt har skrevet et digt til hendes begravelse. Hun og manden er begravet på Herlufsholms kirkegård.
Fru Hall er portrætteret af Wilhelm Marstrand ca. 1855 og posthumt af Leis Schjelderup 1893 (knæstykke, Frederiksborgmuseet). Der findes fotografier af Peter Most og Adolph Lønborg (1887).